# David di Donatello 1995
La cerimonia di premiazione della 40ª edizione dei David di Donatello si è svolta il 3 giugno 1995 in Campidoglio a Roma.

## Vincitori e nominati
Vengono di seguito indicati in grassetto i vincitori.
Miglior film
- La scuola, regia di Daniele Luchetti
- L'amore molesto, regia di Mario Martone
- Il postino, regia di Michael Radford

Miglior regista
- Mario Martone - L'amore molesto
- Gianni Amelio - Lamerica
- Alessandro D'Alatri - Senza pelle

Miglior regista esordiente
- Paolo Virzì - La bella vita
- Sandro Baldoni - Strane storie
- Alberto Simone - Colpo di luna

Migliore sceneggiatura
- Alessandro D'Alatri - Senza pelle (ex aequo)
- Luigi Magni e Carla Vistarini - Nemici d'infanzia (ex aequo)
- Alessandro Benvenuti, Ugo Chiti e Nicola Zavagli - Belle al bar

Migliore produttore
- Pietro Valsecchi - Un eroe borghese
- Angelo Curti, Andrea Occhipinti e Kermit Smith - L'amore molesto
- Elda Ferri - Sostiene Pereira
- Marco Poccioni e Marco Valsania - Senza pelle

Migliore attrice protagonista
- Anna Bonaiuto - L'amore molesto
- Sabrina Ferilli - La bella vita
- Anna Galiena - Senza pelle

Migliore attore protagonista
- Marcello Mastroianni - Sostiene Pereira
- Fabrizio Bentivoglio - Un eroe borghese
- Massimo Troisi - Il postino

Migliore attrice non protagonista
- Angela Luce - L'amore molesto
- Virna Lisi - La Regina Margot (La Reine Margot)
- Ottavia Piccolo - Bidoni

Migliore attore non protagonista
- Giancarlo Giannini - Come due coccodrilli
- Roberto Citran - Il toro
- Philippe Noiret - Il postino

Migliore direttore della fotografia
- Luca Bigazzi - Lamerica
- Luca Bigazzi - L'amore molesto
- Franco Di Giacomo - Il postino

Migliore musicista
- Franco Piersanti - Lamerica
- Luis Bacalov - Il postino
- Pino Donaggio - Un eroe borghese

Migliore scenografo
- Andrea Crisanti - Una pura formalità
- Giantito Burchiellaro - Sostiene Pereira
- Gianni Quaranta - Farinelli - Voce regina

Migliore costumista
- Olga Berluti - Farinelli - Voce regina (Farinelli)
- Elisabetta Beraldo - Sostiene Pereira
- Moidele Bickel - La Regina Margot (La Reine Margot)

Migliore montatore
- Roberto Perpignani - Il postino
- Ruggero Mastroianni - Sostiene Pereira
- Simona Paggi - Lamerica
- Jacopo Quadri - L'amore molesto

Migliore fonico di presa diretta
- Alessandro Zanon - Lamerica
- Mario Iaquone e Daghi Rondanini - L'amore molesto
- Tullio Morganti - Senza pelle

Miglior film straniero
- Pulp Fiction (Pulp Fiction), regia di Quentin Tarantino
- Forrest Gump, regia di Robert Zemeckis
- Sole ingannatore (Utomlyonnye solntsem), regia di Nikita Mikhalkov

Migliore attrice straniera
- Jodie Foster - Nell (Nell)
- Andie MacDowell - Quattro matrimoni e un funerale (Four Weddings and a Funeral)
- Uma Thurman - Pulp Fiction

Miglior attore straniero
- John Travolta - Pulp Fiction (Pulp Fiction)
- Hugh Grant - Quattro matrimoni e un funerale (Four Weddings and a Funeral)
- Tom Hanks - Forrest Gump

David Luchino Visconti
- Pupi Avati per l'intelligenza narrativa che gli ha permesso una sensibile e costante variazione sui temi della esistenza e del malessere, con approdi stilistici molto personali anche all'interno di un cinema di ricerca inteso come laboratorio di idee e professionalità

David speciale
- Milčo Mančevski per Prima della pioggia. Epica testimonianza della insensata violenza fratricida che insaguina la regione balcanica, stimola a riflettere sia sulla colpevole indifferenza di chi sta a guardare sia sulla disperata impotenza di chi non vuole accettare l'esplodere di una brutalita senza principio
- Michele Placido per Un eroe borghese. Con talento e modestia ha percorso il lungo, inconsueto itinerario da attore ad autore realizzando opere di riconosciuto valore narrativo, artistico e di testimonianza civile
- Vittorio Cecchi Gori per i suoi ampi e significativi successi produttivi nel corso della stagione cinematografica
- Aurelio De Laurentiis per gli importanti primati come distributore nella stagione cinematografica